# Dear Happy
«Dear Happy» — третій студійний альбом англійської співачки та автора пісень Габріель Аплін. Альбом було випущено 17 січня 2020 року під лейблом Аплін Never Fade Records та дистриб'юторською групою AWAL. Альбом «Dear Happy» є наступним повноцінним студійним альбомом Аплін після «Light Up the Dark» (2015). Інформація про альбом була оприлюднена 10 вересня 2019 року на сторінках Аплін у Twitter та на офіційному вебсайті.

## Передумови
Аплін ініціювала створення альбому з метою дослідження та переосмислення свого ментального стану. Вона визначила альбом як «комплексний запис моїх думок, пов’язаний з минулим, сьогоденням і майбутнім». У пресрелізі альбом «Dear Happy» позиціонується як поп-альбом, що відображає життєвий шлях Габріель та культурні впливи, отримані під час світових гастролей та подорожей останніх років.

## Оцінка критиків
Джессі Канніфф з The Sydney Morning Herald дала альбому найвищу оцінку — п’ять зірок із п’яти, описавши його як детальний аналіз емоційних переживань та самопізнання, характерних для періоду кризи молодості. Томмі Монро з Gigwise відзначив у альбомі глибоку лірику, емоційний вокал та запам'ятовувальні мелодії. У змішаній рецензії Аннабель Нуджент з The Independent оцінила альбом як такий, що відповідає сучасним трендам поп-музики, проте вказала на присутність моментів, які можуть бути охарактеризовані як надмірно солодкі або позбавлені глибини.

## Список композицій
| Dear Happy | Dear Happy                        | Dear Happy                                       | Dear Happy |
| #          | Назва                             | Автор                                            | Тривалість |
| ---------- | --------------------------------- | ------------------------------------------------ | ---------- |
| 1.         | «Until the Sun Comes Up»          | Габріель Аплін Пітер Райкрофт                    | 3:10       |
| 2.         | «Invisible»                       | Аплін Ніколас Аткінсон Едд Холловей              | 3:55       |
| 3.         | «One of Those Days»               | Аплін Аткінсон Холловей                          | 4:03       |
| 4.         | «Kintsugi»                        | Аплін Сімен Хоуп Аск'єлл Солстранд               | 2:56       |
| 5.         | «Strange»                         | Аплін Райкрофт                                   | 2:43       |
| 6.         | «My Mistake»                      | Аплін Еш Хоуз Сетон Даунт Олівія Себастіанеллі   | 4:25       |
| 7.         | «Like You Say You Do»             | Аплін Лорен Аквіліна Райкрофт                    | 3:07       |
| 8.         | «Losing Me» (спільно з JP Cooper) | Аплін Метью Прайм Майк Спенсер Натаніель Сайферт | 3:01       |
| 9.         | «So Far So Good»                  | Аплін Ліз Хорсман Райкрофт                       | 3:18       |
| 10.        | «Nothing Really Matters»          | Аплін Томас Бакстер Себастіанеллі                | 2:44       |
| 11.        | «Magic»                           | Аплін Аткінсон Холловей                          | 4:05       |
| 12.        | «Love Back»                       | Аплін Пол Діксон Максвелл Кук                    | 2:46       |
| 13.        | «Miss You»                        | Аплін Хорсман                                    | 3:17       |
| 14.        | «Dear Happy»                      | Аплін Хорсман Джеймі Хартман                     | 3:21       |
| 46:51      |                                   |                                                  |            |

| Dear Happy — японське видання | Dear Happy — японське видання                     | Dear Happy — японське видання |
| #                             | Назва                                             | Тривалість                    |
| ----------------------------- | ------------------------------------------------- | ----------------------------- |
| 15.                           | «Miss You 2» (спільно з Ніною Несбіт)             | 3:16                          |
| 16.                           | «My Mistake» (Piano Version)                      | 4:54                          |
| 17.                           | «Nothing Really Matters» (Piano Version)          | 3:14                          |
| 18.                           | «Losing Me» (спільно з JP Cooper (Piano Version)) | 3:11                          |
| 1:01:44                       |                                                   |                               |

## Чарти
| Чарт (2020)                     | Найвища позиція |
| ------------------------------- | --------------- |
| Австралія (ARIA)                | 18              |
| Шотландія Scottish Albums (ОСС) | 15              |
| Великобританія UK Albums (ОСС)  | 24              |